# Haï El Badr (métro d'Alger)
Haï El Badr est une station de la ligne 1 du métro d'Alger.

## Caractéristiques

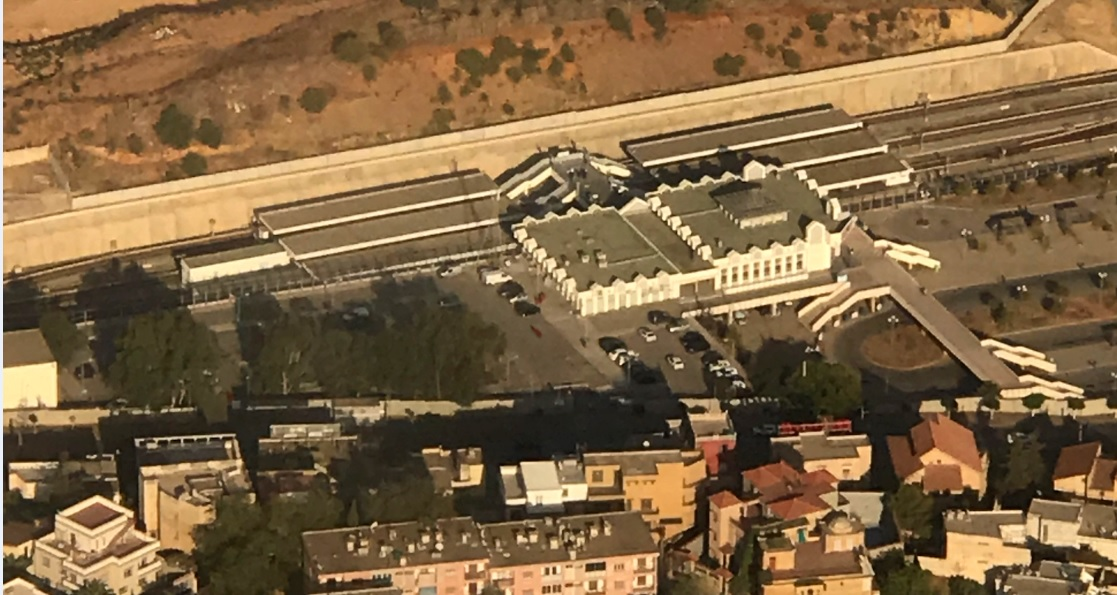
Station Hai El Badr du Métro d'Alger

C'est une des deux stations aérienne du métro d'Alger et elle a constitué jusqu’en 2015 le terminus Est de la ligne. Elle est située dans le quartier du même nom, Haï El Badr (ex-Lotissement Michel) dans la commune de Kouba, même si administrativement la station est située sur le territoire de la commune d'El Magharia.
Sa construction a été achevée en 2001, elle était alors constituée de deux quais. Un troisième quai a été construit entre 2009 et 2012 et équipé en 2015 pour accueillir l'extension vers El Harrach.

## Accès
- Elle ne compte qu'un seul accès de type gare ferroviaire.
- La station dispose d'un parking relais de 150 places.

## Correspondances
- Gare routière ETUSA de Haï El Badr : lignes 18, 45, 47, 66, 67, 74, 81 et 96.
- Station de Taxis

## Galerie d'images

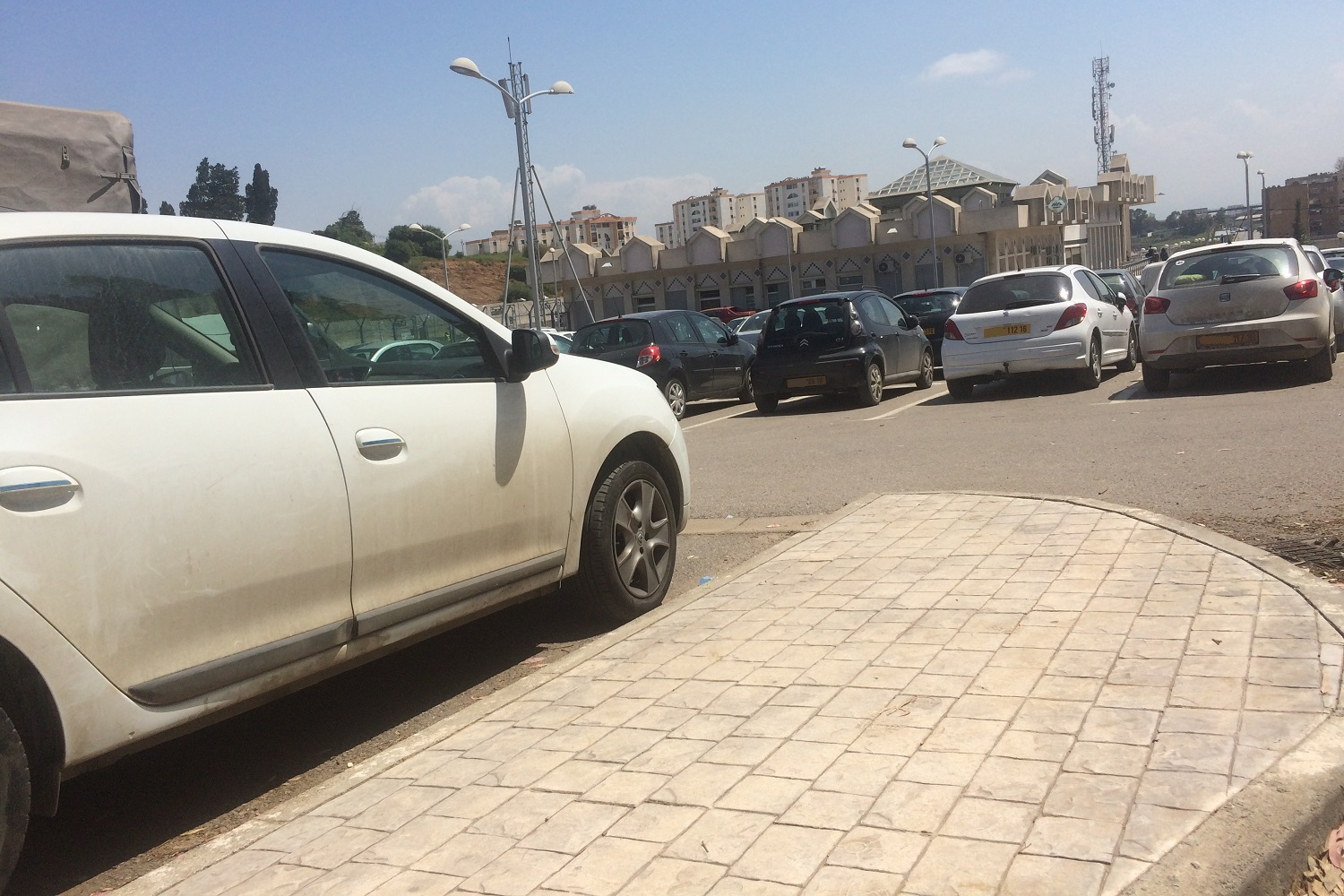
Parking relais
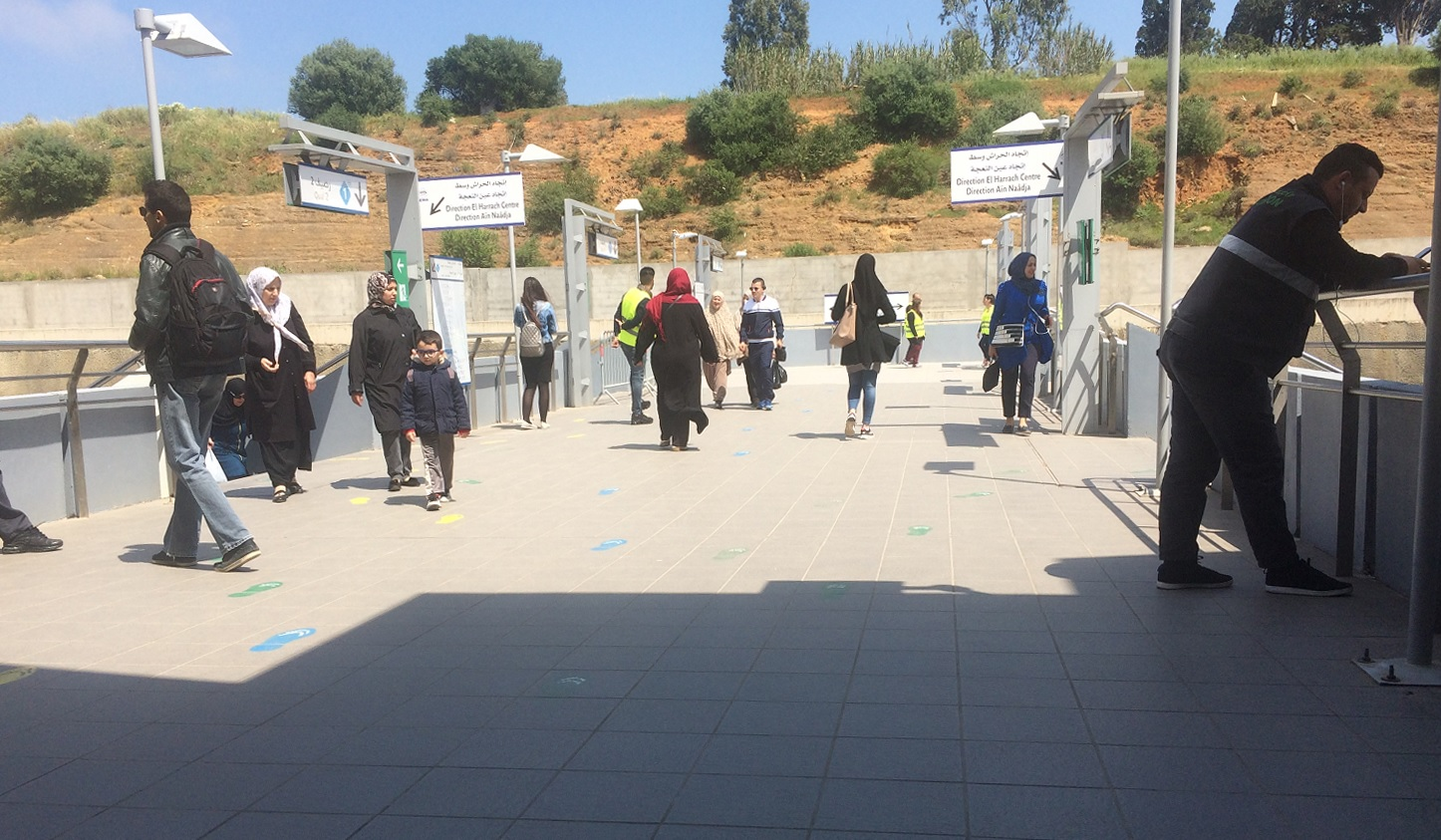
Plateforme d'accès aux quais de la station Hai El Badr
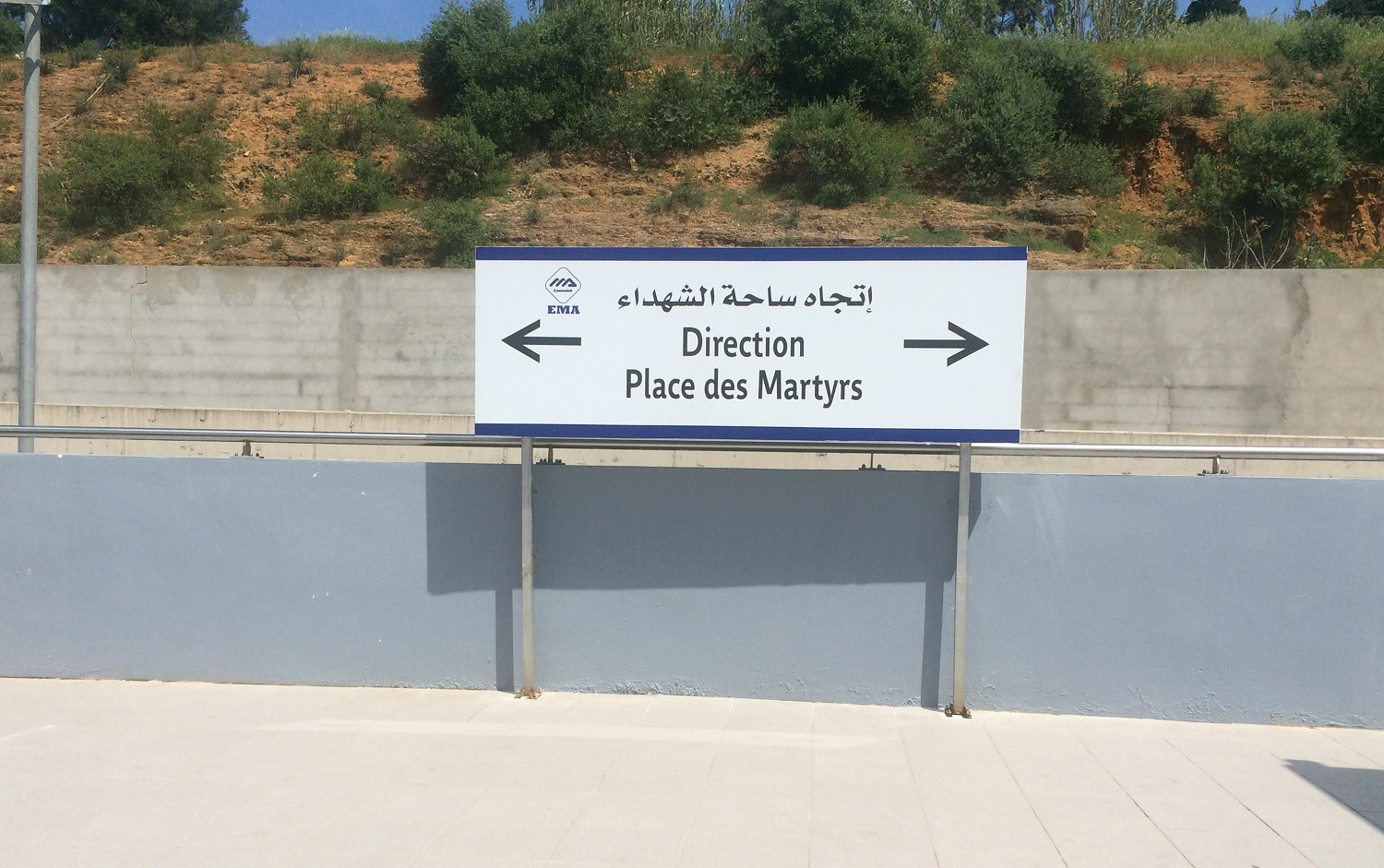
Plateforme d'accès aux quais de la station Hai El Badr
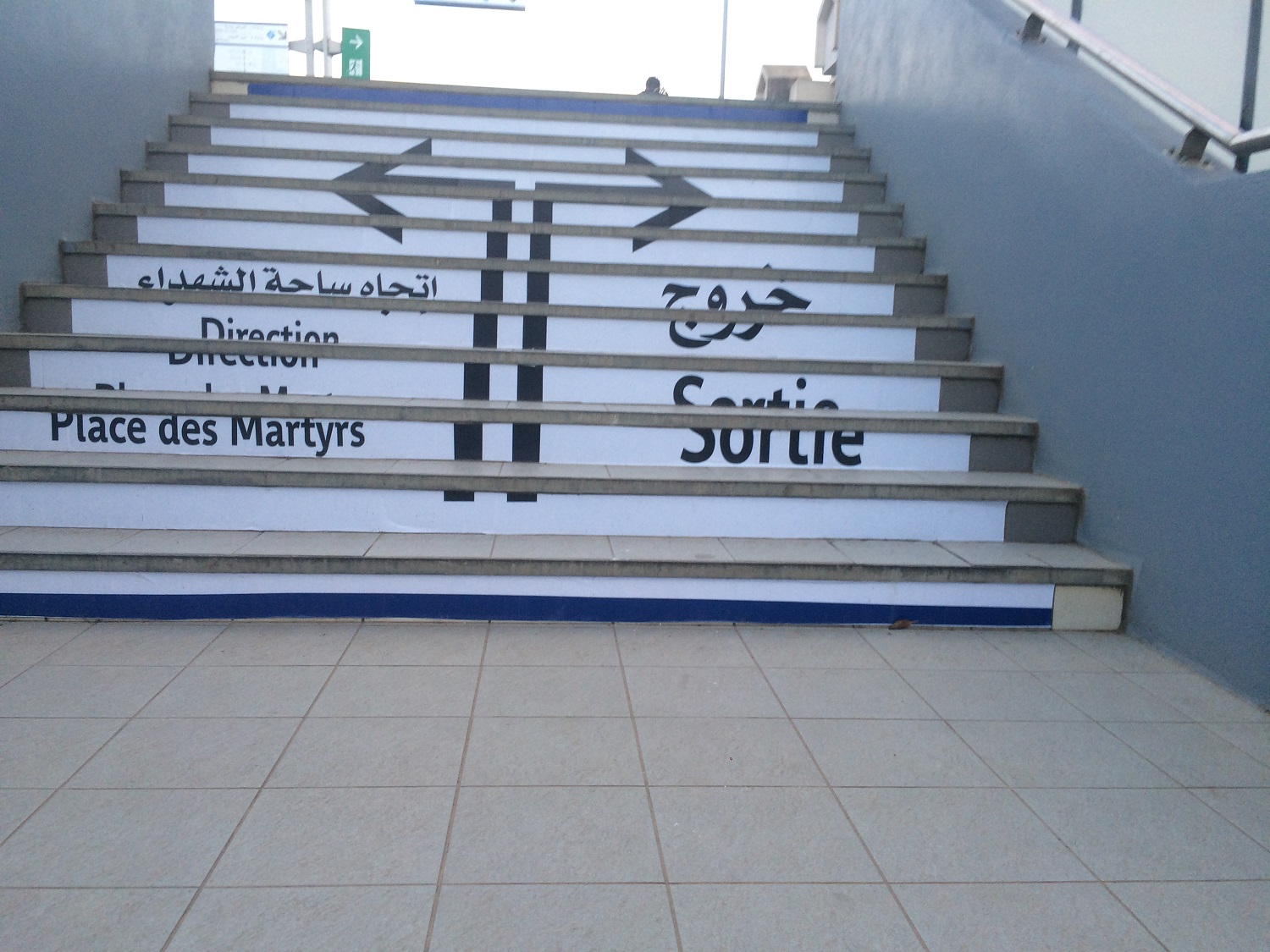
Escalier d'accès aux quais
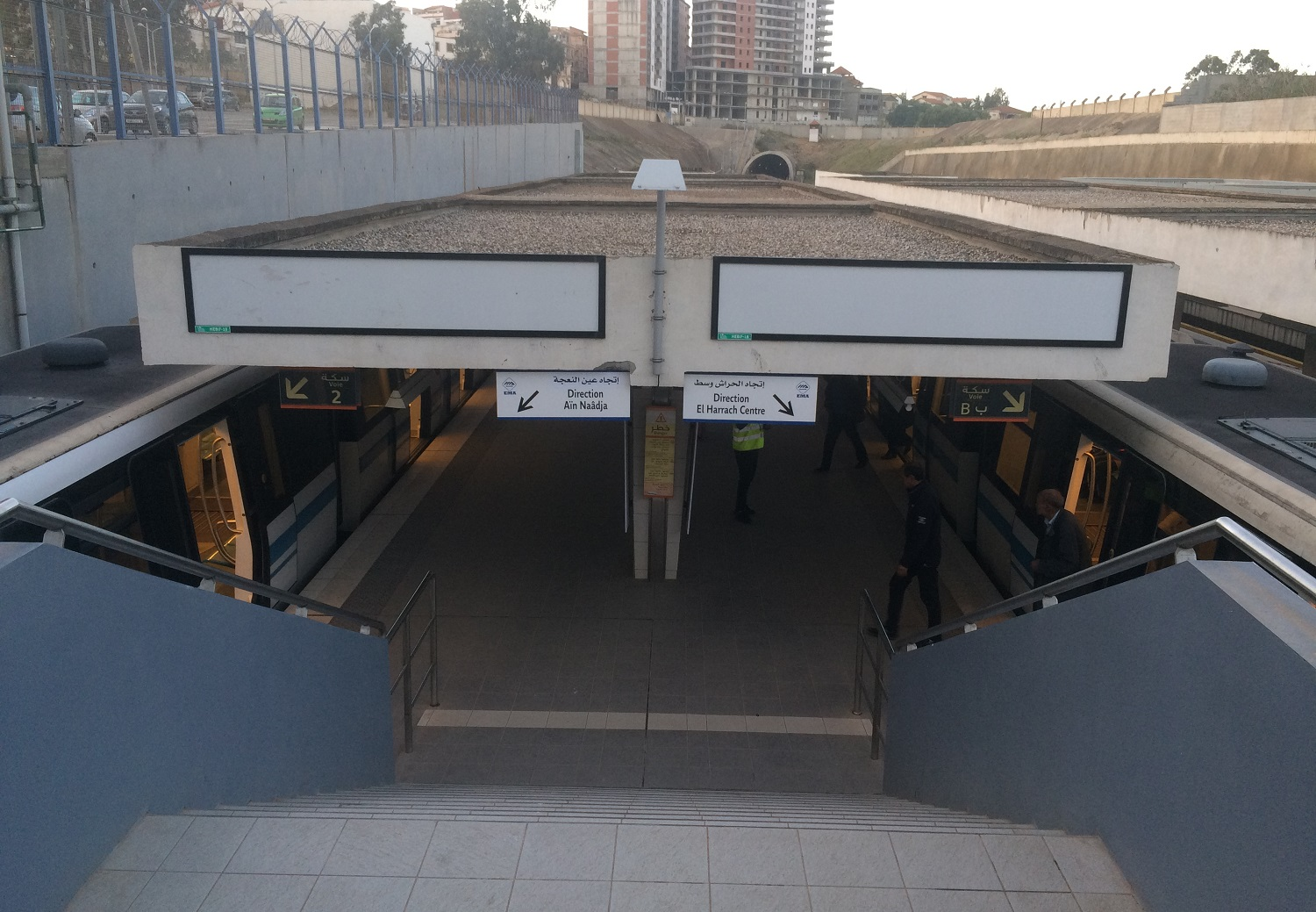
Quais de la station Hai El Badr
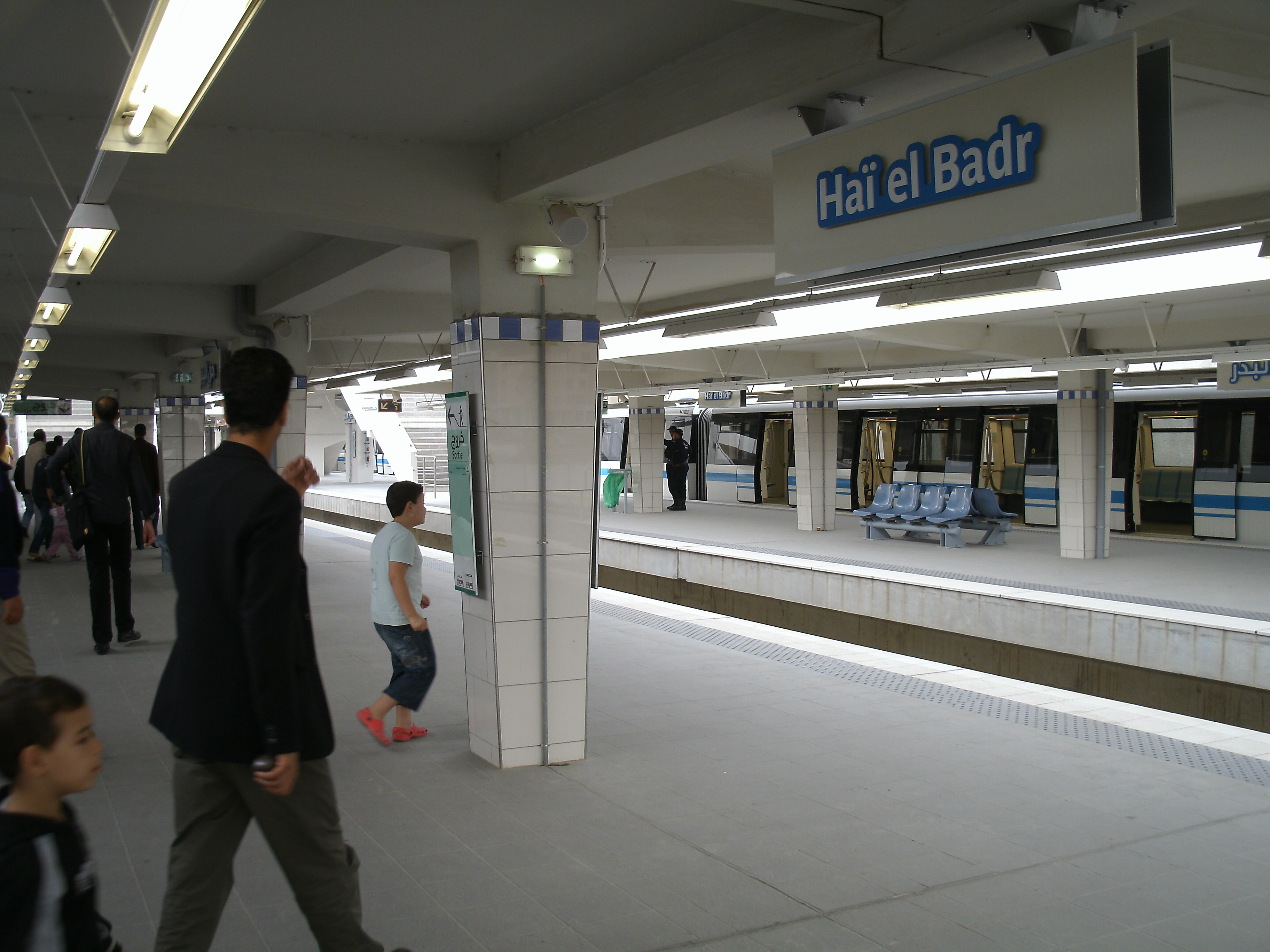
Quai de la station
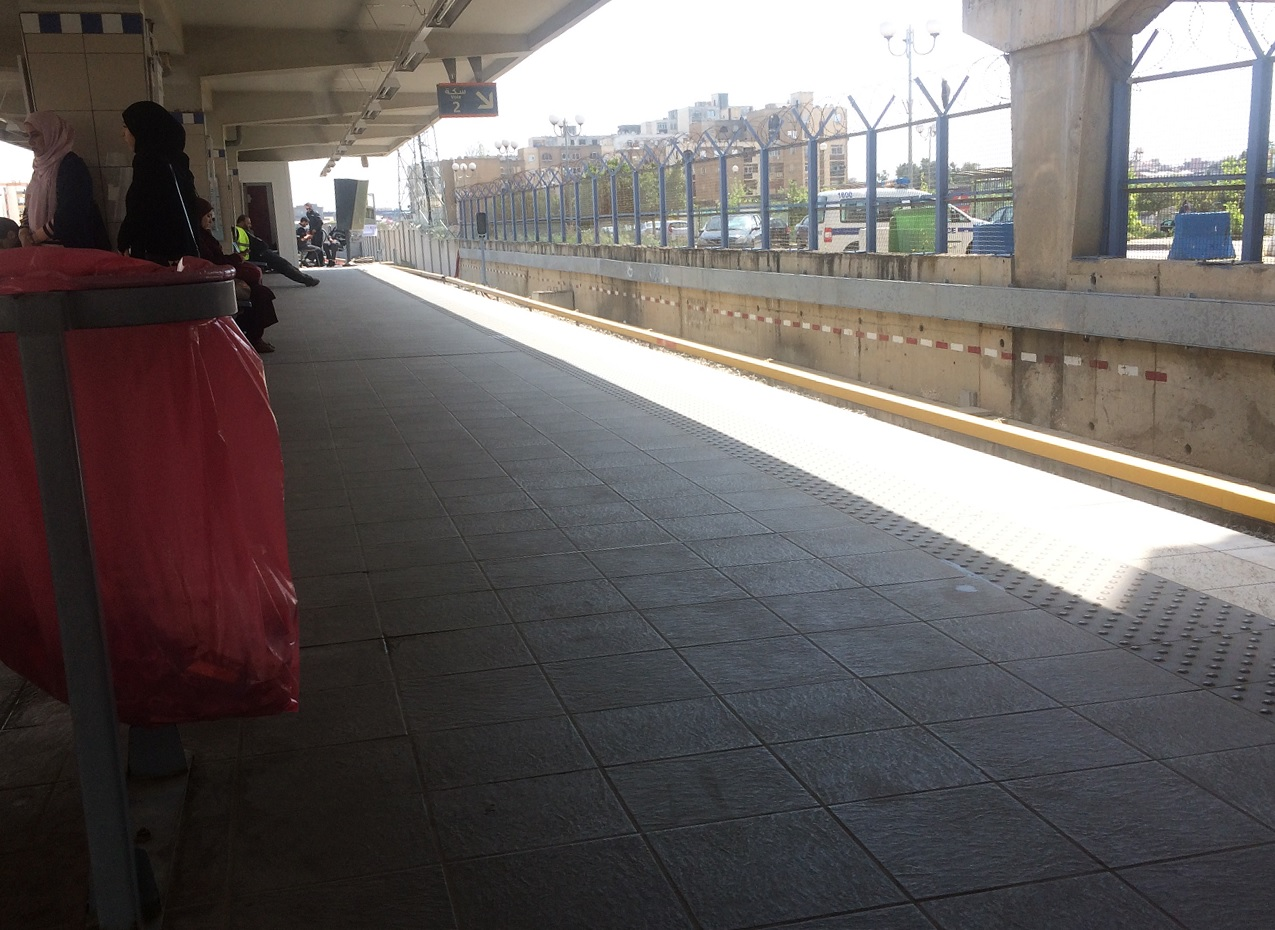
Quai de la station